# Ibogain
Ibogain je indolový alkaloid s halucinogenními účinky přirozeně se vyskytující v mnoha rostlinách, především v rostlině známé jako iboga. Preparáty obsahující ibogain jsou užívány k medicínským a rituálním účelům stoupenci afrického náboženství Bwiti jako entheogen. V současné době je spojován především se svými účinky na léčbu závislostí. Byl objeven v roce 1901, od roku 1957 je známa jeho přesná struktura a až v roce 1975 byl syntetizován z nikotinamidu. Je získáván buď extrakcí z ibogy nebo semisynteticky z voacanginu, jiného rostlinného alkaloidu. Plně syntetická výroba je považována za příliš nákladnou.
V raných 60. letech 20. století bylo náhodně objeveno, že vede k přerušení závislosti na heroinu. První pokusy s ním prováděl Howard Lotsof, ten si pak v letech 1985–1992 patentoval léčbu závislostí na různých látkách ibogainem během svých výzkumů v Nizozemsku. Po smrti jedné z pacientek (způsobené nejspíše tajným požíváním heroinu) se výzkum vrátil na experimentální úroveň.

## Účinky
Při léčbě drogových závislostí se užívá perorálně v kapslích v množství 10 – 20 mg/kg. Působí přibližně 6 hodin, přibližně polovina lidí zažívá po požití zmatenost, nevolnost a zvracení. Projevuje se také ospalost, nechuť ke komunikaci a citlivost na světlo a hluk. Stav intoxikovaného je podobný spánku, ale vědomí je zachováno a objevují se fantazijní obrazy v rychlém sledu. Ve vyšších dávkách se objevují halucinace, často doprovázené pocitem strachu. Ibogain bývá uživateli většinou dobře tolerován a nezpůsobuje psychické ani fyzické problémy. Návykovost nebyla zjištěna.